# Divina Galica
Divina Galica, alpska smučarka in britanska dirkačica Formule 1, * 13. avgust 1944, Watford, Hertfordshire, Anglija, Združeno kraljestvo.

## Življenjepis
Divina Galica je že pri dvajsetih letih kot alpska smučarka nastopila na svojih prvih Olimpijskih igrah v smuku in slalomu, nastopila pa je tudi na Olimpijskih igrah leta 1968 in 1972. V Formuli 1 je debitirala na domači dirki za Veliko nagrado Velike Britanije v sezoni 1976, ko se ji z dirkalnikom Surtees TS16 ni uspelo kvalificirati na dirko. V Formuli 1 je nastopila še na prvih dveh dirkah sezone 1978, toda z dirkalnikom Hesketh 308E se ji ponovno ni uspelo kvalificirati na dirki. V sezoni 1978 je nastopila na dveh dirkah Britanske Formule 1 in zasedla sedmo in drugo mesto, skupno pa štirinajsto mesto v prvenstvu. V sezoni 1978 je nastopila tudi na dveh dirkah Formule Atlantic in dosegla trinajsto in deseto mesto, skupno pa devetnajsto mesto v prvenstvu. Nastopila je tudi na dveh dirkah v sezoni 1979 Britanske Formule 1, kjer je dosegla odstop in peto mesto, skupno pa ji je to prineslo devetnajsto mesto v prvenstvu.

## Popolni rezultati Formule 1
(legenda) (odebeljene dirke pomenijo najboljši štartni položaj, poševne pa najhitrejši krog, †-uvrščen kljub odstopu)
| Leto | Moštvo                       | Šasija       | Motor       | 1       | 2       | 3    | 4    | 5   | 6   | 7   | 8   | 9      | 10  | 11  | 12  | 13  | 14  | 15  | 16  | Prv | Toč |
| ---- | ---------------------------- | ------------ | ----------- | ------- | ------- | ---- | ---- | --- | --- | --- | --- | ------ | --- | --- | --- | --- | --- | --- | --- | --- | --- |
| 1976 | Shellsport / Whiting         | Surtees TS16 | Cosworth V8 | BRA     | JAR     | ZZDA | ŠPA  | BEL | MON | ŠVE | FRA | VB DNQ | NEM | AVT | NIZ | ITA | KAN | ZDA | JAP | -   | 0   |
| 1978 | Olympus Cameras with Hesketh | Hesketh 308E | Cosworth V8 | ARG DNQ | BRA DNQ | JAR  | ZZDA | MON | BEL | ŠPA | ŠVE | FRA    | VB  | NEM | AVT | NIZ | ITA | ZDA | KAN | -   | 0   |